# Asialeyrodes lushanensis
Asialeyrodes lushanensis là một loài côn trùng cánh nửa trong họ Aleyrodidae, phân họ Aleyrodinae.
Asialeyrodes lushanensis được Ko in Ko, Hsu & Wu miêu tả khoa học đầu tiên năm 1993.